# Krankenhaus-Infektions-Surveillance-System
Das Krankenhaus-Infektions-Surveillance-System – kurz KISS – bezeichnet die systematische Erhebung und Erfassung hygienebezogener Daten in medizinischen und pflegerischen Einrichtungen des deutschen Gesundheitssystems. KISS wurde im Jahr 1996 entwickelt und seither durch das von Petra Gastmeier geleitete Nationale Referenzzentrum (NRZ) für Surveillance von nosokomialen Infektionen betrieben, das am Institut für Hygiene und Umweltmedizin in der Berliner Charité ansässig ist.

## Aufbau
KISS besteht aus mehreren Modulen die jeweils schwerpunktmäßig die Hygienesituation in bestimmten Arbeitsbereichen der Versorgung von Patienten erfassen:
- ITS-KISS ist das meistgenutzte Modul und erfasst die Infektionen auf Intensivstationen.
- Hand-KISS ermittelt den Verbrauch von Händedesinfektionsmitteln in stationären und ambulanten Einrichtungen. Zudem lässt sich durch Hand-KISS die Übereinstimmung des pflegerischen und medizinischen Personals gegenüber den Maßnahmen der Händehygiene ablesen. Dieses Modul wird zudem durch die Aktion Saubere Hände genutzt.
- Stations-KISS erfasst die Infektion von Patienten in stationären Einrichtungen durch nosokomiale Erreger aller Art, als auch deren Befall durch multiresistente Erreger (MRE)
- OP-KISS erfasst Wundinfektionen im Zusammenhang mit operativen Maßnahmen
- Neo-KISS erfasst die wichtigsten nosokomialen Infektionen bei Frühgeborenen mit einem Geburtsgewicht unter 1500 g in neonatologischen Abteilungen

## Geschichte
Im Jahr 1997 beteiligten sich nur 16 Krankenhäuser an KISS. Die Anzahl an beteiligten Einrichtungen stieg bis zum Jahr 2000 auf 139. Im Zuge der seit 2001 im Infektionsschutzgesetz geforderten regelmäßigen Erfassung nosokomialer Infektionen stieg die Anzahl der teilnehmenden Krankenhäuser und der ambulanten Einrichtungen, in denen Operationen durchgeführt werden, deutlich an. Im Juli 2014 hatten insgesamt 1482 Krankenhäuser eines oder mehrere KISS-Module implementiert und trugen Daten bei.
Mittlerweile ist KISS eines der komplexesten und umfassendsten Erfassungssysteme im hygienischen Bereich und liefert ein Drittel des Datenvolumens der gesamteuropäischen Statistik.